# Nintendo Mini Classics
Nintendo Mini Classics es una serie de pequeños juegos de LCD licenciados por Nintendo desde 1998. La mayoría de los juegos de la serie son reediciones de títulos de Game & Watch, aunque también incluye títulos nuevos/originales. Todos los títulos de Mini Classics aún tienen licencia oficial de Nintendo.

## Diseño
Cada unidad Mini Classics está diseñada para parecerse a un Game Boy pequeño. Las unidades suelen tener un D-pad y tres botones. Un gran botón de acción que también se usa para configurar la alarma, y dos botones más pequeños que generalmente llevan el nombre de "Juego A" y "Juego B" pero que también pueden cumplir diferentes funciones según el juego. Un llavero se adjunta a la esquina superior izquierda, pero podría eliminarse. La mayoría de las unidades también tenían soporte en la parte posterior. Sin embargo, algunos juegos no tienen soporte, especialmente los lanzamientos de pantalla doble como Oil Panic y Donkey Kong. Al igual que en el Juego y el Reloj, las unidades de Nintendo Mini Classics tienen características de reloj despertador. Algunos juegos, como Oil Panic, tienen dos pantallas. Cada unidad está alimentada por dos baterías AG13 / botón de celda / LR44, que vienen con la Nintendo Mini Classic.

## Juegos

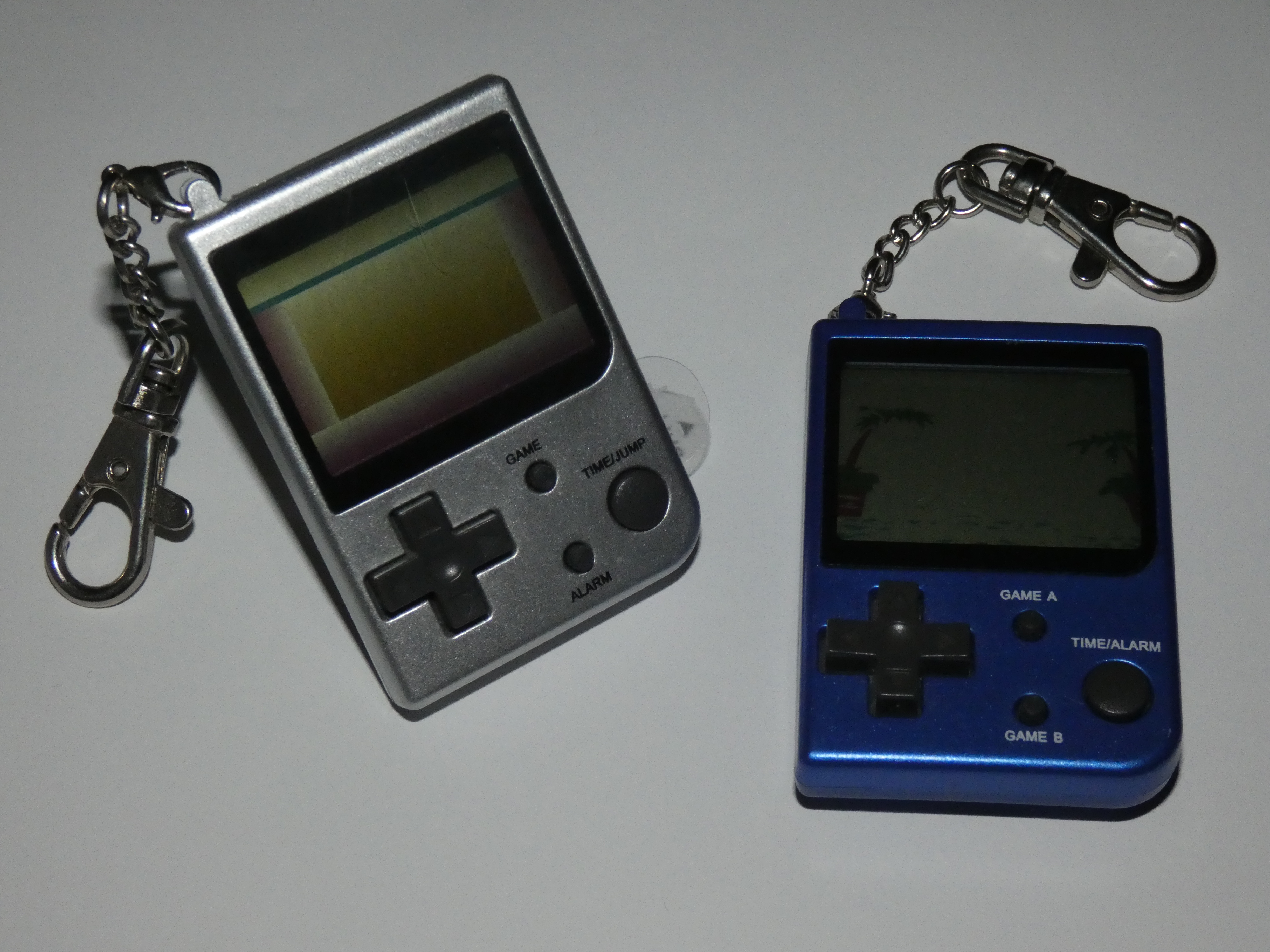
Dos ejemplares de la consola en gris y azul.

### Reediciones de Game & Watch
- Donkey Kong (Dual-Screen)
- Donkey Kong Jr.
- Fire
- Mario's Cement Factory
- Octopus
- Oil Panic (Dual-Screen) (solo en Europa )
- Parachute
- Snoopy Tennis
- Super Mario Bros.
- Zelda (Dual-Screen)[1]

### Títulos originales
- Carrera (un juego de carreras marcado por el fabricante de tragamonedas Carrera)
- Harry Potter y el cáliz de fuego (solo en Europa)
- Smurfs (solo en Europa)
- Fútbol
- Spider-Man
- Star Trek: The Next Generation (Single Screen) (solo en Europa)
- Star Trek: The Next Generation (Dual-Pantalla) (solo en Europa)
- Star Trek: TOS Beam me up! (solo en Europa)
- Sudoku (solo en Europa)
- Tetris (solo en Europa) (autorizado por Nintendo)[2]
- Euro de UEFA 2008 (solo en Europa)
- Yu-Gi-Oh!

## Colores
Algunos de los modelos de Mini Classics, particularmente los títulos de Mario y Donkey Kong, han sufrido varios cambios de color desde los lanzamientos originales de 1998, principalmente debido a las múltiples compañías que trabajan con Nintendo para hacer y distribuir los títulos. Algunos títulos también han recibido nuevas pantallas LCD teñidas con colores desde entonces. Las compañías que ayudan a distribuirlas también son responsables de la programación de sus versiones de los títulos, por lo que algunos pueden sonar y comportarse de manera diferente.

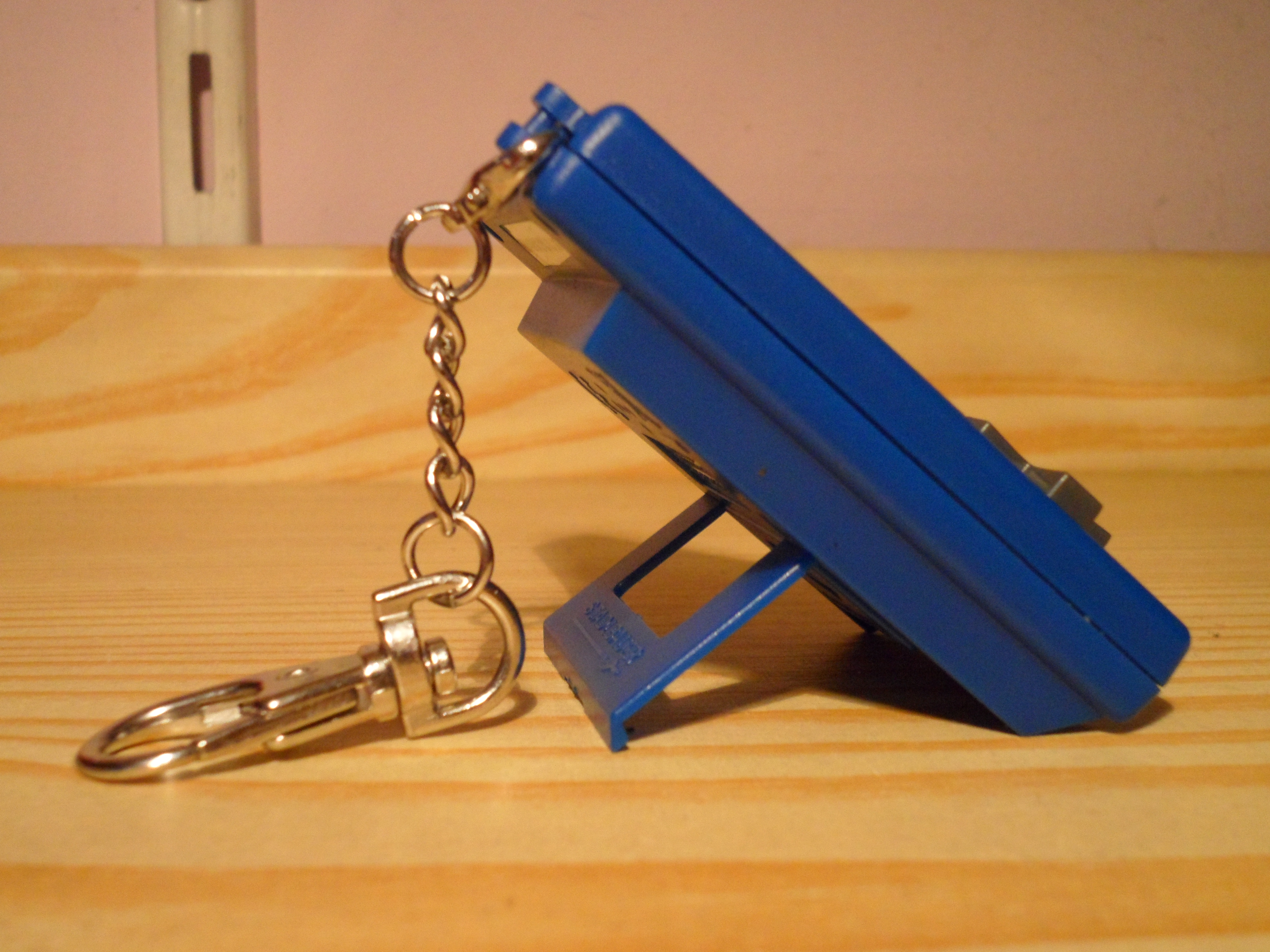
La posición lateral de un Nintendo Mini Classics.

### Octopus
- Toymax: Carcasa azul claro (1999)
- Stadlbauer: Carcasa azul translúcida (2014)

### Fire
- Toymax: Carcasa roja (1999)
- Stadlbauer: Carcasa rojo translúcido (2014)

### Donkey Kong Jr.
- Toymax: Carcasa verde oscuro (1998)
- MGA: Carcasa amarilla-verde (2000)
- It's Outrageous: Carcasa amarilla con LCD a colores (2007)
- Stadlbauer: Carcasa amarilla-anaranjada (2014)

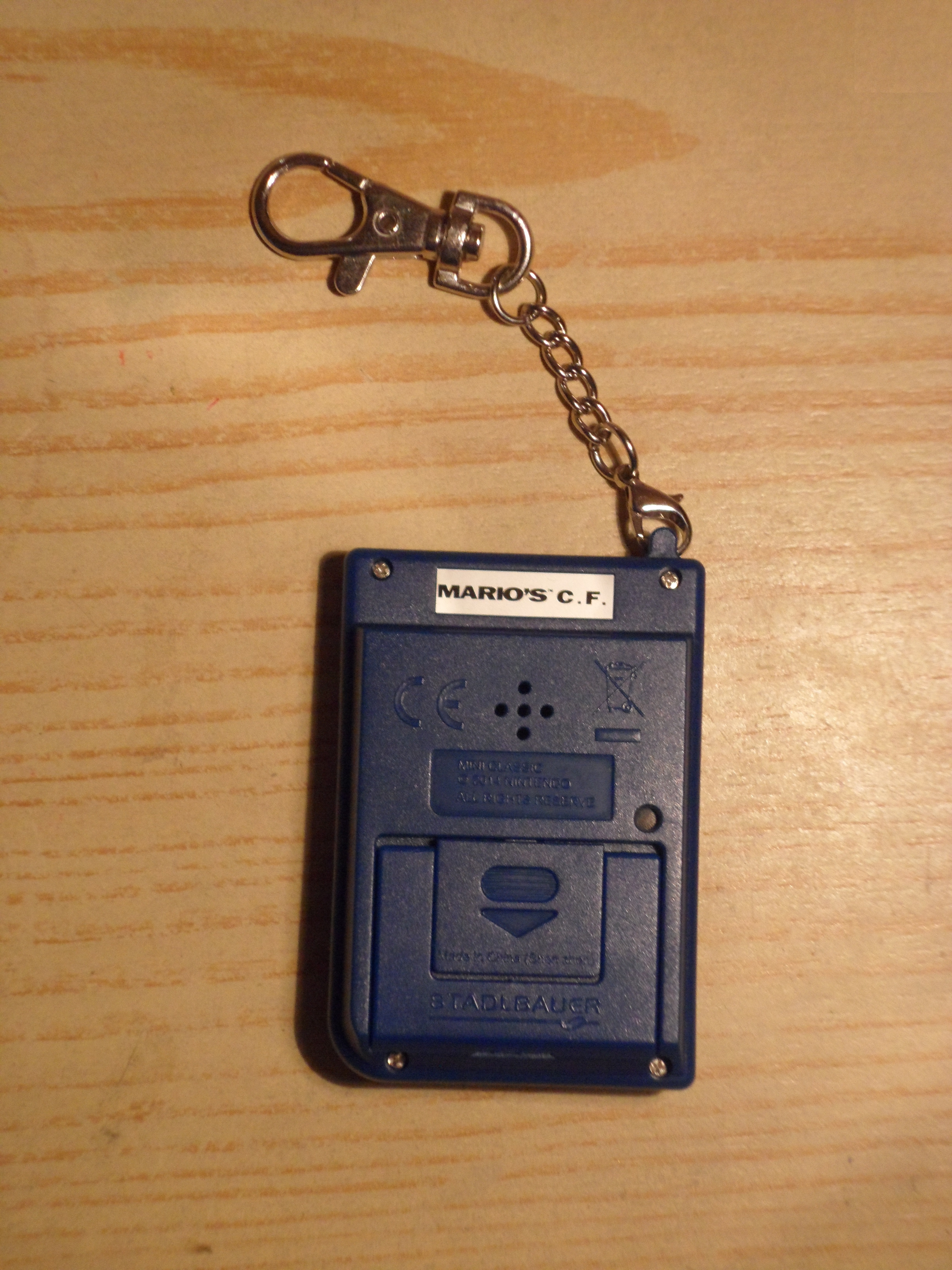
La parte de atrás de la fábrica de Cemento de un Mario Mini Classics.

### Mario's Cement Factory
- Stadlbauer : Carcasa amarilla translúcida con D-Pad de color gris (1998)
- Y carcasa azul (1998)
- Vivid Imaginations: Carcasa amarilla (1998)
- Toymax: Carcasa amarilla (1999)
- MGA: Carcasa geis / Carcasa azul oscuro con D-Pad de color gris(2000)
- Take 2: Carcasa amarilla translúcida (2002)
- It's Outrageous: Carcasa azul oscuro (2007)
- Marks and Spencer: Carcasa plateada (2007)
- Stadlbauer: Carcasa azul (2014)

### Super Mario Bros.
- Stadlbauer: Carcasa plateada / Carcasa azul / empaquetado más pequeño con carcasa verde (1998)
- Toymax: Carcasa plateada (1998)
- MGA: Carcasa azul (2000)
- It's Outrageous: Carcasa verde con LCD a colores (2007)
- Stadlbauer: Carcasa plateada (2014)

### El Smurfs
- Take 2: Carcasa transparente azul-verde (2001)
- Take 2 (?): Carcasa amarilla (2006)

### Snoopy Tenis
- Stadlbauer: Carcasa blanca (2014)

## Distribuidores
- Zappies Ltd, distribuidor exclusivo en el Reino Unido.[3]
- Stadlbauer, fabricante del Nintendo Mini Classics, y distribuidor principal de los títulos en Europa.
- Take-Two Interactive, actual distribuidor del Mini Classics en partes de Europa.[cita requerida]   El único distribuidor conocido de Oil Panic y los juegos basados en Star Trek: The Next Generation.
- Toymax,  , primer distribuidor estadounidense de Mini Classics. La primera ola lanzada en 1998 consistió en Super Mario Bros., Donkey Kong Jr., Fire y Parachute. Octopus y Mario's Cement Factory se emitieron poco después en 1999. El paquete y una inserción incluidos en los dos últimos juegos indican que Snoopy Tennis aparentemente también fue lanzado en ese momento, pero aún no se ha descubierto una versión del juego con la marca Toymax.
- MGA Diversión, después de los lanzamientos de Toymax, MGA volvió a emitir Super Mario Bros., Donkey Kong Jr., y Mario's Cement Factory en los EE. UU. a partir de 2000
- It's Outrageous, el distribuidor actual de Mini Classics en los Estados Unidos. La compañía reeditó Super Mario Bros., Donkey Kong Jr. y Mario's Cement Factory, e introdujo varios de los nuevos Mini Classics en Estados Unidos, incluidos Donkey Kong, Zelda, Soccer, Spiderman y Carrea.
- Playtronic, distribuidor anterior de Mini Classics en Brasil.
- Candide, distribuidor actual del Mini Classics en Brasil. 5 títulos estuvieron liberados, todos de ellos son el es versiones Indignantes . Los juegos son Super Mario Bros,  Donkey Kong Jr., Fútbol, SMB Cement Factory, y Carrera.